# Kort geding
Een kort geding (in België vaak kortgeding of référé) is een kort durende civiele procedure voor spoedeisende zaken die naar hun aard snel beslist moeten worden. Een gewone rechtszaak duurt langer, omdat er eerst een schriftelijke behandeling plaatsvindt en partijen de gelegenheid hebben na de schriftelijke en mondelinge behandeling deskundigen of getuigen te laten horen.
Zaken die naar hun aard spoedeisend zijn, zijn bijvoorbeeld het verzoek om een staking te verbieden of het verzoek een publicatie te verbieden, omdat deze niet juist is en de belangen van een directbetrokkene schaadt. Ook kan gedacht worden aan een bevel aan de verzekeraar om een dringend noodzakelijke medische ingreep te betalen, indien de verzekeraar daartoe vrijwillig niet bereid is. In deze voorbeelden is een snelle uitspraak gewenst. In het laatste voorbeeld zou de patiënt kunnen zijn overleden als de uitspraak te lang op zich laat wachten.
De uitspraak in een kort geding is een voorlopig maar wel bindend oordeel. Als een partij zich niet bij de uitslag wenst neer te leggen, kan zij in hoger beroep gaan of alsnog via een normale procedure een uitgebreide behandeling vragen. In de praktijk blijkt echter dat men zich vaak neerlegt bij de uitspraak in een kort geding.

## Kort geding in Nederland
De procedure van het kort geding is in Nederland opgenomen in de artikelen 254-260 van het Wetboek van Burgerlijke Rechtsvordering. Het kort geding wordt behandeld door één rechter, namelijk de president of een van de vicepresidenten van de rechtbank, voorzieningenrechter (met afkorting 'vzr.') genoemd, of de kantonrechter. In hoger beroep vindt behandeling plaats bij het gerechtshof waar de zaak altijd door drie rechters wordt beoordeeld.

### Verloop van de procedure
Het kort geding verloopt volgens de regels van de gewone procedures met dit verschil dat de termijnen veel korter zijn en er meteen een mondelinge en dus geen schriftelijke behandeling plaatsvindt. De gedaagde partij is niet verplicht een advocaat in te schakelen. Als de zaak zeer spoedeisend is, kan het kort geding zelfs binnen een dag, op zondag of buiten 'werktijd' plaatsvinden en is het oordeel uitvoerbaar bij voorraad.
Als de gedaagde niet komt opdagen, zal de rechter de gedaagde in principe bij verstek veroordelen.

### Beslissing
De kortgedingrechter kan besluiten de gevraagde veroordeling te weigeren als naar zijn oordeel de beoordeling van de zaak te moeilijk is en hij van oordeel is dat een bodemprocedure noodzakelijk is. De uitspraak in het kort geding is weliswaar bindend, maar kan soms in een bodemprocedure weer ongedaan worden gemaakt. Is er op grond van het kort geding schadevergoeding betaald en blijkt deze tijdens gewone procedure toch niet verschuldigd te zijn, dan zal deze weer moeten worden terugbetaald.
Bij een kort geding kan de rechter meteen na afloop uitspraak doen. Een termijn van ėėn of twee weken is echter gebruikelijk (bij een bodemprocedure is dit vier weken). Beroep in een zaak over een bedrag van meer dan € 1.750,-  voor de kantonrechter en in andere zaken voor de rechtbank kan worden ingesteld bij het gerechtshof binnen vier weken na dagtekening van het vonnis.

### Incassokortgeding
Sommige rechtbanken hebben een speciale kortgedingprocedure in het leven geroepen voor de incasso van geldvorderingen in het geval daarmee een bijzonder spoedeisend belang gediend is.

## Kortgeding in België
In België kunnen in spoedeisende gevallen door de voorzitters van de rechtbanken van eerste aanleg (resp. van de ondernemingsrechtbank en  de arbeidsrechtbank) voorlopige beslissingen worden genomen over zaken die tot de bevoegdheid van hun rechtbank behoren. Dat kan zowel bij de rechtbank van eerste aanleg, bij de ondernemingsrechtbank als bij de arbeidsrechtbank. Het moet dan wel gaan over dringende zaken en de beslissing is voorlopig: zij heeft geen invloed op de zaak zelf. Hiermee wordt bedoeld dat een rechter in kortgeding de rechtspositie van de partijen niet definitief en onherroepelijk mag wijzigen, maar wel de feitelijke toestand. Een kortgedingrechter kan dus bijvoorbeeld niet bepalen dat een contract (definitief) geldig is of dat een contract ontbonden wordt, maar wel dat een contract (voorlopig) moet blijven uitgevoerd worden.
Als de zaak ook nog behoefte heeft aan een verrassingseffect, bijvoorbeeld een schuldeiser die beslag wil laten leggen, kan er een beschikking komen op eenzijdig verzoekschrift. Deze procedure heeft niks te maken met de kortgedingprocedure, de enige gelijkenissen zijn dat men ook snel een uitspraak kan bekomen en dat dezelfde rechter (de voorzitter van de bevoegde rechtbank) oordeelt. De wet stelt dat dit alleen mogelijk is als absolute noodzaak aanwezig is. De tegenpartij verneemt de beslissing dan pas nadat ze genomen is; vanzelfsprekend kan hij derdenverzet aantekenen. Ook hierin zit een verschil met de beschikking uit kortgeding: zij wordt gewezen op tegenspraak (dus met een tegenpartij), terwijl de procedure met het eenzijdig verzoekschrift, uit haar aard, geen tegenpartij behoeft.